# Nhân viên công tác xã hội ảo
Nhân viên công tác xã hội ảo hoặc Nhân viên công tác xã hội không có thật (tiếng Anh: Phantom social workers hoặc bogus social workers) là một hiện tượng xuất hiện vào đầu thập niên 1990 ở Vương quốc Anh và Mỹ khi mà cảnh sát và giới truyền thông nhận được các báo cáo lẻ tẻ về những kẻ tự xưng là nhân viên công tác xã hội đang cố gắng bắt cóc trẻ em từ cha mẹ của chúng. Sau thời gian điều tra vụ việc, cảnh sát cho biết họ không tìm thấy bất kỳ bằng chứng đáng kể nào hoặc xác định rõ danh tính nghi phạm. 

## Truyền thông đưa tin
Vào đầu thập niên 1990, giới truyền thông ở Anh bỗng nhận được các báo cáo liên quan đến hành vi đáng ngờ của những kẻ lạ mặt tự xưng là nhân viên công tác xã hội. Hầu hết nhân chứng đều cho biết họ từng được một hoặc hai người phụ nữ mặc đồ chuyên nghiệp nằm trong độ tuổi từ 20 đến đầu 30 viếng thăm. Qua một số phiên bản của câu chuyện này, các chuyến viếng thăm thường có sự xuất hiện của một người phụ nữ hay đi cùng một người đàn ông trông như đang đóng vai giám sát viên. Những chuyến viếng thăm này bao gồm công việc kiểm tra trẻ em trong gia đình mà "nhân viên công tác xã hội" này có biểu hiện hành vi kỳ lạ. Lời kể về bản chất của "những đợt khảo sát này" làm dấy lên lo ngại trong dư luận rằng trẻ em đang bị lạm dụng tình dục.

## Cảnh sát điều tra
Cảnh sát ở Nam Yorkshire đã mở một cuộc điều tra lớn về nhân viên công tác xã hội ảo vào năm 1990 mang tên "Chiến dịch Chăm sóc Trẻ em" (Operation Childcare). Sự kiện này trở thành một trong những cuộc điều tra lớn nhất trong lịch sử Vương quốc Anh, với sự tham gia của 23 đội cảnh sát riêng biệt. Sau một năm điều tra, cảnh sát đã thu thập được 250 vụ trình báo – trong số này, cảnh sát tin rằng chỉ có hai trường hợp là có thật và 18 trường hợp đáng được xem xét một cách nghiêm túc. Các nhà tội phạm học suy đoán rằng ngay cả những trường hợp xác thực cũng có thể liên quan đến giới điều tra lạm dụng trẻ em tự xưng, hoặc các cá nhân tìm cách đưa ra những vụ tố cáo giả, chứ không phải là những kẻ lạm dụng tình dục trẻ em thực sự. Không có vụ bắt giữ nào được thực hiện và Chiến dịch Chăm sóc Trẻ em đã bị giải thể.
Cảnh sát Biên giới Lothia quyết định thành lập một đơn vị đặc biệt để điều tra đối tượng khả nghi nhưng đơn vị này bị cho giải thể vào năm 1994 mà không có vụ bắt giữ nào cả.

## Giải thích vụ việc
Người ta cho rằng những vụ trình báo về nhóm "nhân viên công tác xã hội" không rõ danh tính cố gắng tách trẻ em ra khỏi cha mẹ chúng chỉ là những câu chuyện mang tính hù dọa hoặc truyền thuyết thành thị vốn lấy cảm hứng từ câu chuyện về Marietta Higgs, một bác sĩ nhi khoa từ Cleveland, Anh đã chẩn đoán 121 trẻ em là nạn nhân bị cha mẹ lạm dụng tình dục mà không đưa ra được bất kỳ bằng chứng hoặc lý do nào.
Cảnh sát tin rằng một số chuyến viếng thăm này là do chính các công dân thuộc ủy ban trật tự thực hiện nhằm điều tra những vụ lạm dụng trẻ em của riêng họ. Các chuyến viếng thăm khác theo như trình báo có thể được giải thích là do nhầm lẫn đội ngũ nhân viên bán hàng trực tiếp, người chào hàng tại nhà và những nhà truyền giáo.